# Vườn quốc gia Sierra Nevada (Tây Ban Nha)
Vườn quốc gia Sierra Nevada (tiếng Tây Ban Nha: Parque Nacional Sierra Nevada) là một vườn quốc gia nằm ở các tỉnh Granada và Almería, Tây Ban Nha. Được thành lập vào ngày 14 tháng 1 năm 1999, nó trải dài từ Alpujarra qua Marquesado đến Thung lũng Lecrín, với tổng diện tích 85.883 ha  khiến cho nó là vườn quốc gia có diện tích lớn nhất Tây Ban Nha. 

## Địa lý
Trong khu vực này có đến hơn 20 đỉnh núi cao trên 3000 mét, trong đó các đỉnh cao nhất gồm Mulhacén (3.479 mét), Veleta (3396 mét)  và Alcazaba (3.371 mét). Các con sông ở phía bắc của dãy núi đổ vào lưu vực sông Guadalquivir, quan trọng nhất là Fardes và Genil. Trong khi đó, các con sông chảy về phía tây và nam đổ vào Địa Trung Hải. Chúng bao gồm các sông Dúrcal, Ízbor, Trevélez và Poqueira, là tất cả các nhánh của sông Guadalfeo có thượng nguồn ở Sierra Nevada, cùng với Adra và Andarax. Phía nam và phía tây cũng là bao gồm phần lớn trong số gần 50 hồ núi cao trong dãy Sierra Nevada, nhiều trong số đó được hình thành bởi các con sông, suối. Phần lớn cảnh quan của vườn quốc gia, đặc biệt là khu vực trên 2.400 mét (là đường tuyết vĩnh cửu trước thế Holocene) được hình thành do tác động của sông băng, tạo thành các Thung lũng hình chữ U đặc trưng.

## Động thực vật

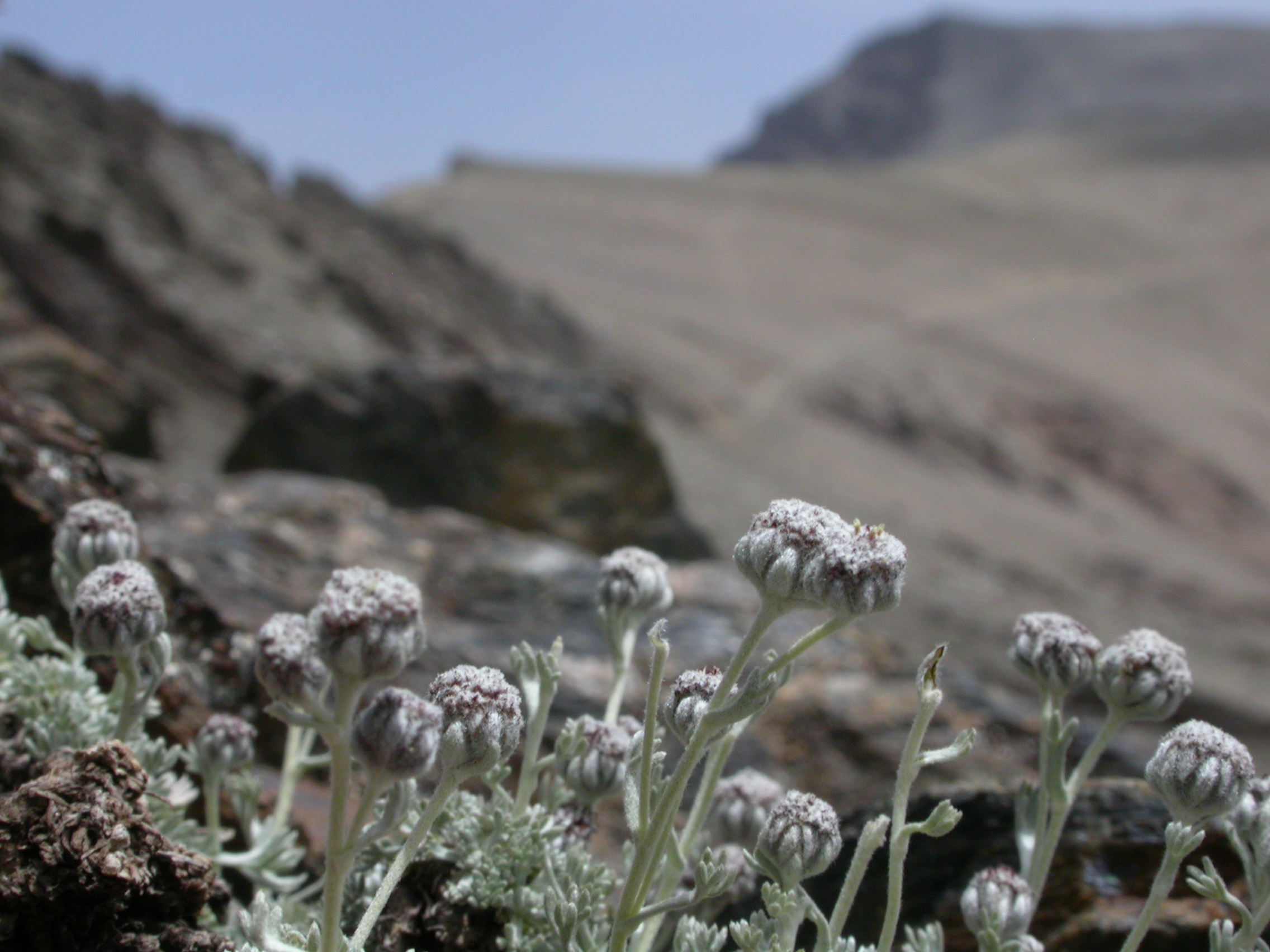
Artemisia granatensis, một loài cực kỳ nguy cấp của Sierra Nevada.

Do vị trí biệt lập của nó ở xa về phía nam của châu Âu nên hệ động thực vật của Sierra Nevada là duy nhất. Trong giai đoạn cuối kỷ băng hà, các loài di chuyển về phía nam để tránh khỏi khí hậu lạnh giá ở phương bắc, những loài sống sót bằng cách dựa vào vùng núi. Có tất cả 2.100 loài thực vật được tìm thấy, 116 loài trong số đó được xếp vào loại bị đe dọa, và hơn 60 loài đặc hữu chỉ có duy nhất ở đây.
Loài bị đe dọa phải kể đến Artemisia granatensis (một loài đặc hữu trong Họ Cúc chỉ có ở vùng núi Sierra Nevada)  và Thalictrum alpinum. Một trong những loài thực vật tiêu biểu nhất của Sierra Nevada là Plantago nivalis, là loài Mã đề Sierra Nevada còn được gọi là Tuyết sao.
Về động vật, vườn quốc gia là nơi có quần thể lớn loài dê núi Iberia cũng như mèo hoang, lửng, heo rừng, chồn. Các loài chim bản địa có đại bàng vàng, Đại bàng má trắng, Cắt lưng hung, Cú nhỏ, Cú đại bàng Á Âu, Sẻ thông vàng châu Âu, Bạch yến châu Âu, Sẻ đất châu Âu, Chích Dartford, Đớp ruồi, gà so chân đỏ và cút thường.
Trên các cạnh của vườn quốc gia nằm trong Vườn Bách thảo Cortijuela, nơi các loài đặc hữu của Sierra được nghiên cứu và bảo tồn.